# Helmut Rossmann
Helmut Rossmann (* 1954 in Gotha) ist ein ehemaliger deutscher Kinderdarsteller, der als Hauptdarsteller in einem DEFA-Kinderfilm bekannt wurde.

## Leben
Rossmann wurde in Gotha geboren, zog jedoch im Kindesalter nach Werder bei Potsdam.
Er besuchte die 2. Oberschule in Werder, als Regisseur Konrad Petzold ihn 1965 als Hauptdarsteller in seinem Kinderfilm Alfons Zitterbacke besetzte. Rossmann spielte in der Verfilmung mehrerer, von Gerhard Holtz-Baumert geschriebener Episoden um Alfons Zitterbacke die Hauptfigur Alfons Zitterbacke. Dieser leidet unter seinem Nachnamen und versucht als typischer Pechvogel, ideenreich, abenteuerlustig und ein wenig überdreht das Leben zu meistern. Er will vieles erreichen, stößt dabei jedoch auch ein ums andere mal auf Widerstand und Unverständnis seiner Umwelt. „Petzold hatte es verstanden, aus Tausenden Bewerbern treffsicher den Alfons auszuwählen“, so die Kritik zur Rollenbesetzung. Gedreht wurde von Mai bis September 1965 in Jena und Babelsberg. Der Film erlebte am 25. Februar 1966 seine Uraufführung und wurde mit rund zwei Millionen Zuschauern der besucherstärkste Film Konrad Petzolds. Kinder durften in der Deutschen Demokratischen Republik nach einer Hauptrolle nicht erneut für eine Hauptrolle besetzt werden. Rossmann trat in der Folge allerdings noch in weiteren Filmen in Nebenrollen auf. In dem Remake von 2019 des Films Alfons Zitterbacke von 1966 spielt er eine Gastrolle als Würstchenverkäufer „Alfons“.
Rossmann legte als überdurchschnittlich begabter Schüler an einer Sonderklasse der Humboldt-Universität in Berlin sein Abitur ab und studierte ab 1972 an der Humboldt-Universität Physik. Anschließend legte er seine Promotion ab und wurde Mitarbeiter am Institut für Halbleiterspektroskopie. Nach der Wende kündigte er seine Stellung und ist seitdem bei einer Firma in Berlin-Adlershof tätig, die auf Lasertechnologie spezialisiert ist.

## Filmografie
- 1966: Alfons Zitterbacke, Regie: Konrad Petzold
- 1969: Krupp und Krause, Regie: Horst E. Brandt, Heinz Thiel (Fernsehmehrteiler)
- 1970: Hart am Wind, Regie: Heinz Thiel
- 2019: Alfons Zitterbacke – Das Chaos ist zurück, Regie: Mark Schlichter